# Phaonia flavomaculata
Phaonia flavomaculata är en tvåvingeart som beskrevs av Malloch 1921. Phaonia flavomaculata ingår i släktet Phaonia och familjen husflugor. Inga underarter finns listade i Catalogue of Life.